# اسمام (آيت اعزة الرك)
اسمام هو دُوَّار يقع بجماعة النيف، إقليم تنغير، جهة درعة تافيلالت في المملكة المغربية. ينتمي الدوّار لمشيخة آيت اعزة الرك التي تضم 23 دوار. يقدر عدد سكانه بـ 410 نسمة حسب الإحصاء الرسمي للسكان والسكنى لسنة 2004.

## روابط خارجية
- البوابة الوطنية للجماعات الترابية
- المندوبية السامية للتخطيط